# Räddningsstation Luleå (sjöräddning)
Räddningsstation Luleå är en av Sjöräddningssällskapets räddningsstationer. Den började sin verksamhet 2018 som en del av Räddningsstation Piteå och blev en självständig räddningsstation 2021.
Räddningsstation Luleå ligger vid Strömören. Den drygt 20 frivilliga sjöräddare.

## Räddningsfarkoster
- Rescue Luleå Energi, en 11,9 meter lång tidigare Storebro Stridsbåt 90 E, byggd 1993
- Rescue Carmen Wallenius, en 7,7 meter lång tidigare man-över-bord-båt, byggd av Norsafe